# Trino
Trino (Trin in piemontese, talvolta anche Trino Vercellese) è un comune italiano di 6 703 abitanti della provincia di Vercelli in Piemonte. Sorge circa 17 chilometri a sud-ovest del capoluogo, poco discosto dalla riva sinistra del Po ed ai piedi delle colline del Monferrato.

## Geografia fisica
È il terzo comune della provincia per estensione territoriale (il sesto per popolazione), dopo Vercelli e Alagna Valsesia.
A Trino venne introdotta per la prima volta, attorno al XV secolo, la coltivazione del riso che a tutt'oggi riveste un ruolo fondamentale nell'economia di tutta la regione.
Il vasto territorio ospita il Parco naturale del Bosco delle Sorti della Partecipanza di Trino, raro esempio italiano di bosco planiziale e unico residuo di come la Pianura Padana si presentasse prima della trasformazione operata nei secoli a fini agricoli.

## Origini del nome
Il nome ufficiale del comune è Trino e non Trino Vercellese, ma il nome esteso con l'aggettivo Vercellese è comunemente usato nel linguaggio parlato (e anche scritto). Si noti che l'aggettivo "Vercellese" è presente anche sull'orario ufficiale e sulla denominazione della stazione delle Ferrovie dello Stato (anche se sul fabbricato viaggiatori compare solo la scritta TRINO), sull'ingresso dell'ufficio postale del comune medesimo, in alcuni cartelli stradali nelle vicinanze e in molti altri documenti ufficiali e non.

## Storia
Il primo insediamento è di probabile origine celtica. Il toponimo originario, "Rigomagus", significa infatti "mercato del re" in tale lingua.
Dal II secolo a.C. Rigomagus fu sede di una mansio romana (una stazione di posta, citata nell'Itinerarium Burdigalense) di una certa importanza, strategicamente posizionata in prossimità del guado sul fiume Po, ed all'incrocio tra le vie militari che univano la Civitas Taurini (Torino) con Ticinum (Pavia) ed in seguito Augusta Praetoria (Aosta) con la Civitas Asta (Asti). È stata sotto la signoria della ricca e nobile famiglia milanese dei Moriggia.
Nei secoli passati, la città fu più volte al centro di importanti manovre militari e politiche; nel XVII secolo fu anche elevata a Provincia sotto i Savoia.
Trino venne elevata al rango di città da Carlo Emanuele III di Savoia con lettere patenti datate 7 gennaio 1763. Lo stesso sovrano concesse la città di Trino in appannaggio (e dunque non in feudo) al proprio secondogenito Benedetto di Savoia, duca del Chiablese, con il titolo di principe, mediante lettere patenti datate 8 febbraio 1763.
Nel corso della seconda guerra mondiale, tra il 1941 e il 1943, Trino fu uno dei comuni del Piemonte adibiti a località di internamento libero per ebrei stranieri. Vi soggiornò a regime di domicilio coatto una coppia di origine tedesca, i Blumberg, che era giunti come profughi a Genova nel 1933. Con l'occupazione tedesca e la Repubblica Sociale Italiana, la coppia lasciò il paese, dirigendosi verso il meridione. La ritroviamo nell'ottobre 1944 a Bari nell'Italia ormai liberata.
La città fu colpita duramente dall'alluvione del 1994, e più ancora da  quella del 2000.

### Simboli
Lo stemma e il gonfalone del comune di Trino sono stati riconosciuti con decreto del capo del governo del 20 giugno 1936 riprendendo lo storico stemma documentato nel 1689.
Nello stemma antico erano raffigurati tre castelli di due torri merlate alla guelfa; le tre torri o castelli si riferiscono all'interpretazione del nome Trino come Trina castra ("Tre castelli"). Il rosso e l'argento sono i colori del Monferrato.
Nel 2018 il Comune ha presentato una nuova versione del proprio emblema civico per renderlo più funzionale alle esigenze moderne e uniformarne l’utilizzo.
Il gonfalone è un drappo di azzurro.

## Monumenti e luoghi d'interesse

### Chiesa di San Michele in Insula
Chiesa romanica che si erge fuori dall'abitato di Trino, in un sito che ancora mantiene l'antica denominazione di Insula in quanto era circondato da due rami del Po; conserva all'interno di affreschi del XII secolo.

### Chiesa di San Bartolomeo
La chiesa parrocchiale dedicata a San Bartolomeo, patrono della città, venne ricostruita integralmente negli anni 1634-1642; la facciata, in stile classicheggiante, è il risultato dei rifacimenti intervenuti nel 1839. Tra le opere conservate al suo interno si segnalano una tavola di Gerolamo Giovenone, una tela di Pier Francesco Guala e gli affreschi al soffitto nella navata centrale di Luigi Morgari.

### Chiesa di Santa Caterina d'Alessandria
È nota anche come chiesa di San Domenico. La chiesa, a tre navate, in stile gotico faceva parte del complesso del convento dei frati domenicani (che oggi ospita la biblioteca civica e l'archivio storico comunale
Vi sono venerate reliquie della Beata Maddalena Panattieri.

### Chiesa di San Lorenzo
La chiesa, edificata nel XVIII secolo, in stile barocco, presenta una bella facciata in cotto. All'interno, dietro all'altare, è posta una pregevole tela di Pier Francesco Guala. La seconda cappella a destra contiene la tomba della Beata Arcangela Girlani nata a Trino nel 1460.

### Abbazia di Santa Maria di Lucedio
È un grande complesso abbaziale fondata nel primo quarto del XII secolo, presumibilmente nel 1123 ad opera di alcuni monaci cistercensi provenienti dal monastero di La Ferté a Chalon-sur-Saône, in Borgogna, su terreni da bonificare donati loro dal marchese Ranieri I del Monferrato della dinastia degli Aleramici.

### Chiesa del Santissimo Nome di Maria detta Madonna delle Vigne
Sulla collina tra Lucedio e Montarolo, frazioni del comune di Trino, sorge la chiesa del Santissimo Nome di Maria detta Madonna delle Vigne, la chiesa sorge su un lucus paleocristiano, il primo corpo della chiesa risale alla prima metà del XVII secolo, è infatti visibile nella cartografia dell'epoca in dimensioni molto ridotte rispetto a quanto vediamo oggi, sarà l'abate di Lucedio Vincenzo Grimani, a predisporne l'ampliamento nella parte ottagonale, a cura di Antonio Bertola prima e Giovanni Battista Scapitta poi; della parte antica oggi rimane solo il coro ed i lavori terminano postumi all'abate, nel 1707 infatti, i Savoia entrano in possesso dei possedimenti di Lucedio e solo il 21 luglio del 1713, la chiesa può essere benedetta dal parroco di Trino, Girolamo Risico, nella sua nuova livrea.
Conteneva al suo interno una statua lignea di Madonna con bambino eseguita da Carlo Giuseppe Plura.
Dagli anni settanta del 900 grava in stato di pesante degrado ed abbandono.

### Cimitero di Darola
Si tratta di un cimitero dismesso, ubicato in aperta campagna nei pressi di Darola (45°14′36″N 8°14′10″E). Dopo la sconsacrazione, nel cimitero le inumazioni continuarono fino agli anni sessanta del Novecento; attualmente si trova in stato di abbandono.
Riguardo al cimitero sono fiorite numerose leggende, che riferivano di culti satanici praticati nel 1684 da alcune novizie, e in seguito da alcuni monaci della vicina abbazia di Lucedio. Altri sabba si dice fossero celebrati nella vecchia chiesa della Madonna delle Vigne, in cui è presente un dipinto raffigurante un organo a canne e uno spartito, denominato "spartito del diavolo", che, se suonato al contrario, evocherebbe il diavolo, mentre suonato in senso normale lo intrappolerebbe. L'11 maggio 2010 è andato in onda un servizio su questo caso all'interno del programma Mistero, con un sopralluogo di Marco Berry.
Le leggende sono però ridimensionate o smentite da studiosi locali, come lo speleologo Luigi Bavagnoli.

### Arco della teleferica Cementi Buzzi
L’Arco di Trino è un'infrastruttura ad arco parabolico che permetteva alla teleferica di superare in sicurezza la strada statale Casale Chivasso durante il trasporto della marna da cemento dalle miniere di Brusaschetto nel Comune di Camino alla cementeria Fratelli Buzzi di Trino. Venne edificato tra il 1946 e il 1947 durante le opere di rinnovamento di una precedente teleferica progettata nel 1930. In seguito all’abbattimento del ponte Trino-Camino sul fiume Po, avvenuto nel 1944 durante un bombardamento aereo della II Guerra Mondiale, e alla conseguente interruzione delle vie di comunicazione per le forniture di materie prime provenienti dalle miniere di Camino, la teleferica venne riattivata e nel 1946-47 potenziata costruendo nuove infrastrutture in calcestruzzo armato, fra cui il ponte protettore ad arco parabolico. L’impianto ha cessato di funzionare agli inizi degli anni '50.
 Nel 2007 è stato oggetto di un intervento di recupero conservativo da parte del gruppo Buzzi Unicem (oggi Buzzi Spa).

### Aree naturali

#### Parco naturale del Bosco delle Sorti della Partecipanza di Trino
Il Bosco delle Sorti della Partecipanza di Trino è un'area naturale protetta del Piemonte istituita nel 1991 situata a nord ovest del centro abitato di Trino.

#### Aree protette del Po Piemontese
La zona del territorio trinese a sud del centro abitato è interessata dall'Ente di gestione delle Aree Protette del Po piemontese, nato nel 2021 dall'unione del Parco del Po Torinese, del Parco del Po Vercellese Alessandrino e di parte del territorio del Parco del Po Cuneese.

## Società

### Evoluzione demografica
Abitanti censiti

## Cultura

### Musei
- Museo Civico Gian Andrea Irico[20]
- Area907[21]

### La comunità giudaica di Trino
Trino è stata sede, dal XVI secolo fino agli anni precedenti la seconda guerra mondiale, di una piccola ma fiorente comunità giudaica. A testimonianza della presenza ebraica rimangono l'edificio del ghetto in corso Italia (dove sorgeva la sinagoga) e un piccolo cimitero in via Battisti.

## Economia

### Agricoltura
Il territorio di Trino appare omogeneo rispetto alla coltura predominante del riso, attuale principale risorsa agricola del territorio. L'attività di lavorazione avviene principalmente nelle locali riserie e in quelle dei comuni limitrofi. 
Fino alla prima metà del XX secolo fu significativa anche la coltivazione di cereali. Nel 1875 nel territorio risultavano 7 mulini: quattro a Trino, uno a Robella, uno a Lucedio e uno a Leri.

### Industria

#### Calce e laterizi
Nel corso del XIX sec. nel territorio trinese si insediarono attività industriali per la produzione della calce e dei laterizi. Nel 1875 erano segnalate la fornace Osenga e due fornaci dei Fratelli Tricerri, di cui un forno Hoffmann impiantato nel 1867 in una zona fuori del centro abitato che cuoceva a carbone ottocentomila laterizi all'anno.
Nel 1912 le statistiche riguardanti le capacità produttive del comparto dei leganti del Monferrato casalese indicavano per Trino la ditta Società Anonima Cementi Po, dotata di tre forni verticali da calce e otto da cemento, la Ditta Aluffi, Tricerri e C. dotata di un forno verticale da calce e da uno sistema Hoffmann da calce e da laterizi, e la ditta Fratelli Buzzi operante nel settore del cemento con quattro forni verticali.
Nel secondo dopoguerra proseguì la produzione di laterizi. Negli anni '70 risultavano ancora la fornace Piglione e la fornace Arena.

#### Cemento
Da più di cento anni Trino è un importante centro di produzione del cemento. Agli inizi del XX secolo trovarono collocazione presso la stazione ferroviaria la ditta Fratelli Buzzi e la Società Cementi Po (poi Cementi Victoria).
L'attività ebbe inizio nel 1907 quando i fratelli Pietro ed Antonio Buzzi attivarono la loro prima cementeria sita in Regione Mezzaboffa di fronte alla stazione della ferrovia Casale – Chivasso. Nello stesso anno accanto alla Fratelli Buzzi si insediò anche la cementeria della Società Anonima Cementi Po.  Nel 1934 quest’ultima, dopo alcuni anni di inattività, fu acquistata dall'imprenditore trinese Carlo Piazza e cambiò denominazione in ‘Forni Calce e Cementi del Monferrato Victoria’. La marna da cemento utilizzata nelle due fabbriche di Trino per la produzione di cemento naturale veniva estratta nelle miniere site nelle località Brusaschetto e Zizzano del vicino Comune di Camino e giungeva agli stabilimenti a mezzo di una ferrovia industriale e di una teleferica transitanti sul fiume Po.
Nel secondo dopoguerra la Fratelli Buzzi e la Cementi Victoria adeguarono i propri stabilimenti alla fabbricazione di cemento Portland cosiddetto artificiale o di sintesi, di migliore qualità e con ciclo produttivo più economico rispetto la produzione del cemento naturale. Le miniere di marna furono gradualmente dismesse e sostituite da forniture di materie prime, argille e calcari, reperite a cielo aperto in altre località del Monferrato.
Tra il 1968 e il 1976 la Fratelli Buzzi attuò un piano di riconversione della cementeria di Trino mirato a dotarla di due linee di cottura per la produzione di argilla espansa strutturale, e nel 1978 la cottura del clinker venne definitivamente fermata, in favore della sola macinazione di cemento con materie prime provenienti via ferrovia dal nuovo stabilimento di Robilante (CN) inaugurato nel 1965.
Attualmente, Buzzi Unicem Srl (gruppo Buzzi Spa) mantiene presso la cementeria di Trino la sola macinazione del clinker proveniente da Robilante per la produzione di cemento, che viene venduto sia sfuso sia in sacchi.
La Cementi Victoria ha invece interrotto la produzione di cemento nel 2013.

#### Energia elettrica
In territorio trinese sorgono due impianti per la produzione di energia elettrica, attualmente non funzionanti.

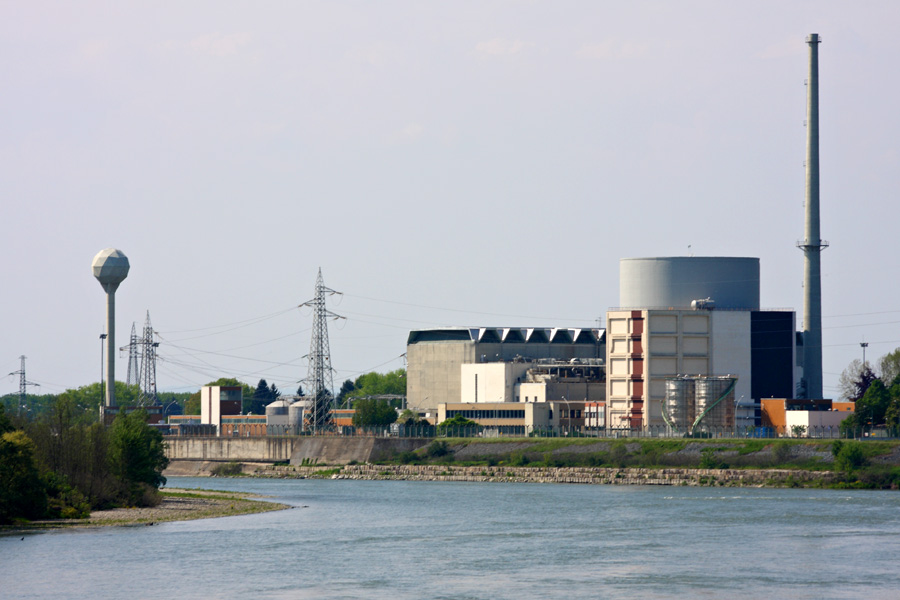
Centrale nucleare Enrico Fermi

La centrale nucleare Enrico Fermi, costruita negli anni sessanta si trova sulla sponda sinistra del Po e fu per lunghi anni una delle più avanzate del suo genere al mondo, tanto da annoverare alcuni record mondiali. L'impianto fu fermato a seguito dei referendum abrogativi in Italia del 1987 ed è rientrato nel piano per lo smantellamento degli impianti nucleari.
La centrale termoelettrica Galileo Ferraris fu inaugurata nel 1998 e si trova presso la frazione Leri Cavour. È stata fermata nel 2009 e chiusa completamente alla fine del 2013. Era composta da quattro turbine alimentate a gas metano e due turbine a vapore, ed erogava una potenza complessiva di circa 700 MW.
Dal 2008, a breve distanza dalla centrale Ferraris, ma situata nel territorio comunale di Livorno Ferraris, è attivo un terzo impianto di produzione di energia elettrica a ciclo combinato, di proprietà del gruppo tedesco E.ON. Nel 2015 l'impianto è stato rilevato dal gruppo ceco EPH che esercita l'attività attraverso la controllata EP Produzione, società italiana di generazione elettrica.
Nel territorio comunale opera anche la centrale idroelettica San Martino funzionata dall'Associazione di Irrigazione Ovest Sesia. Trae origine da un precedente impianto di sollevamento costruito nel 1873 da un apposito consorzio su impulso dei Signori Jona e Fratelli Tricerri e sotto la direzione dell'Ing. Domenico Dusnasi. Nella sponda sinistra del Canale di Rive ed in fregio al salto denominato “Della Guardia” in località San Martino, venne realizzato un impianto di sollevamento che, sfruttando un salto di circa 5 m, produceva la forza motrice per il pompaggio dell’acqua prelevata dal canale e destinata all’irrigazione dei terreni ubicati a nord dell’impianto collocati sull’Altopiano di San Martino ad una quota di circa 7.5 m più alta rispetto al livello idrico massimo del canale medesimo. L'acquedotto di circa 300 metri di lunghezza fu edificato in 20 arcate. L’impianto ha funzionato fino al 1995, previa sostituzione dei gruppi di produzione e delle pompe. Valutata l’obsolescenza delle apparecchiature, il Distretto Irriguo di Trino ha abbandonato l’utilizzo del salto per produrre forza motrice acquistando l’energia necessaria al funzionamento delle pompe. Divenuto quindi il sollevamento irriguo indipendente dal salto idraulico, quest’ultimo è stato utilizzato in modo più razionale e redditizio per la produzione di energia idroelettrica. La nuova centrale, operativa dal 2004, presenta un salto medio di 4,5 metri e utilizza una turbina Kaplan ad asse inclinato.

## Infrastrutture e trasporti
La stazione di Trino Vercellese, posta lungo la ferrovia Chivasso-Alessandria, è servita da treni regionali svolti da Trenitalia nell'ambito del contratto di servizio stipulato con la Regione Piemonte.
Fra il 1878 e il 1949 Trino rappresentò il capolinea meridionale della tranvia Vercelli-Trino.
Il comune è servito, inoltre, dalle linee extraurbane 59, 60, 95 di Atap e Autoticino.

## Amministrazione
| Periodo     | Periodo     | Primo cittadino      | Partito                | Carica      | Note                        |
| ----------- | ----------- | -------------------- | ---------------------- | ----------- | --------------------------- |
| 1945        | 1948        | Luigi Tricerri       | PCI                    | Sindaco     |                             |
| 1948        | 1951        | Eusebio Mandosino    | PCI                    | Sindaco     |                             |
| 1951        | 1956        | Ignazio Tavano       | DC                     | Sindaco     |                             |
| 1956        | 1961        | Piero Massini        | DC                     | Sindaco     |                             |
| aprile 1961 | luglio 1961 | Sergio Ronco         | PSI                    | Sindaco     |                             |
| 1961        | 1965        | Mario Lavazza        | DC                     | Sindaco     |                             |
| 1965        | 1969        | Luigi Pezzana        | PSI                    | Sindaco     | Mandato cessato per decesso |
| 1969        | 1970        | Carlo Isacco         | PSI                    | Sindaco     |                             |
| 1970        | 1975        | Paolo Pilato         | DC                     | Sindaco     |                             |
| 1975        | 1981        | Mario Bianchi        | PCI                    | Sindaco     |                             |
| 1981        | 1986        | Adriano Demaria      | PCI                    | Sindaco     |                             |
| 1986        | 1998        | Giovanni Tricerri    | PCI                    | Sindaco     | 2 mandati                   |
| 1998        | 2002        | Alessandro Serra     | PPI                    | Sindaco     |                             |
| 2002        | 2009        | Giovanni Ravasenga   | Casa delle Libertà     | Sindaco     | 2 mandati                   |
| 2009        | 2012        | Marco Felisati       | PDL                    | Sindaco     |                             |
| 2012        | 2013        | Raffaella Attianese  | -                      | Comm. pref. |                             |
| 2013        | 2018        | Alessandro Portinaro | Trino 2020             | Sindaco     |                             |
| 2018        | in carica   | Daniele Pane         | Trino Robella Migliore | Sindaco     | 2 mandati                   |

### Gemellaggi
- Chauvigny, dal 1961
- Geisenheim, dal 1974
- Banfora, dal 1999
- Garbagna Novarese, dal 2024[34][35]
- Rio Saliceto, dal 2024[34][35]

Ogni anno avviene per una settimana lo scambio scolastico di alcuni alunni tra le scuole medie di Trino e di Chauvigny. Nel primo anno arrivano gli studenti francesi e nel secondo gli alunni italiani vanno in Francia.

## Galleria d'immagini

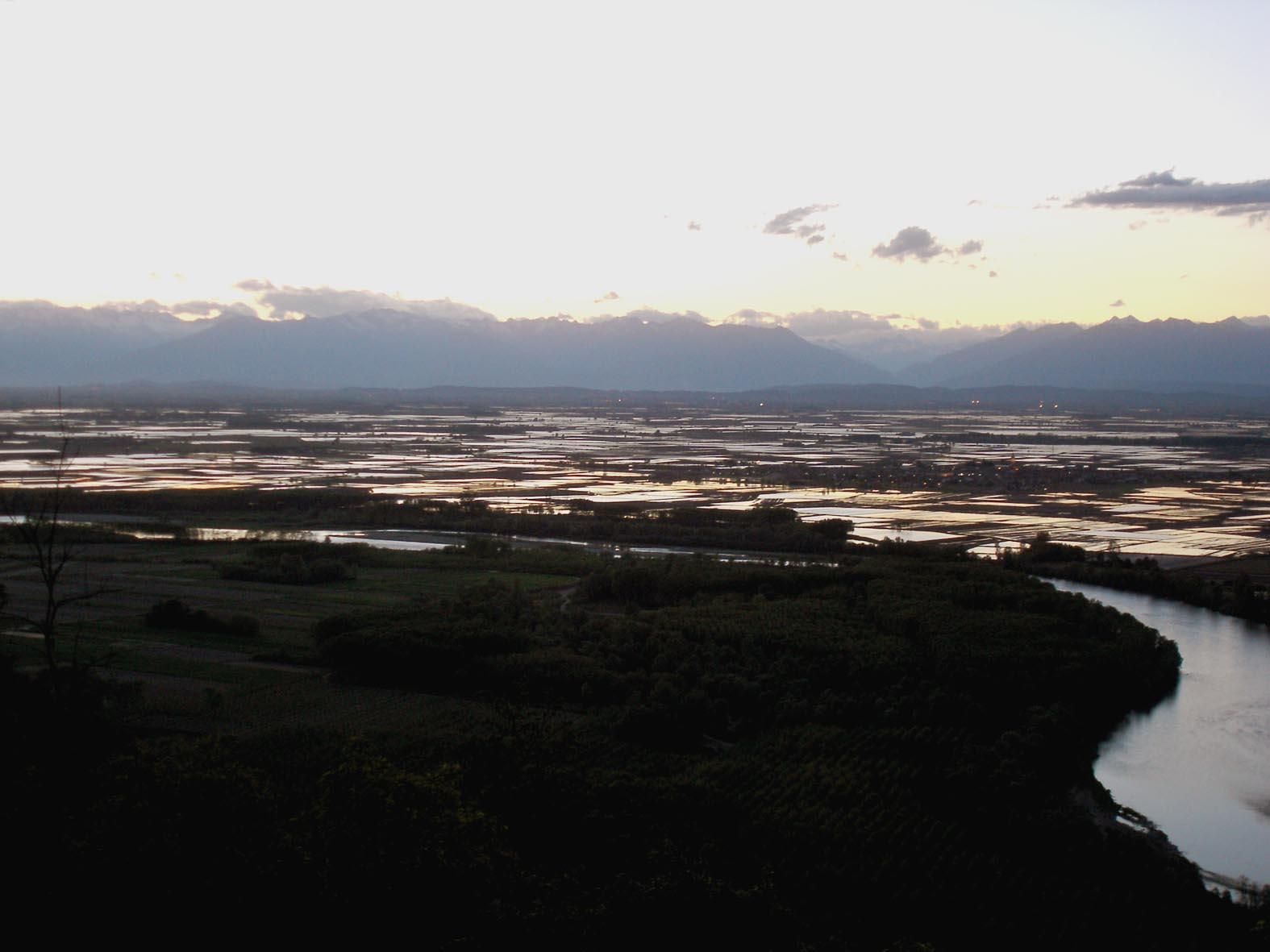
Le terre circostanti
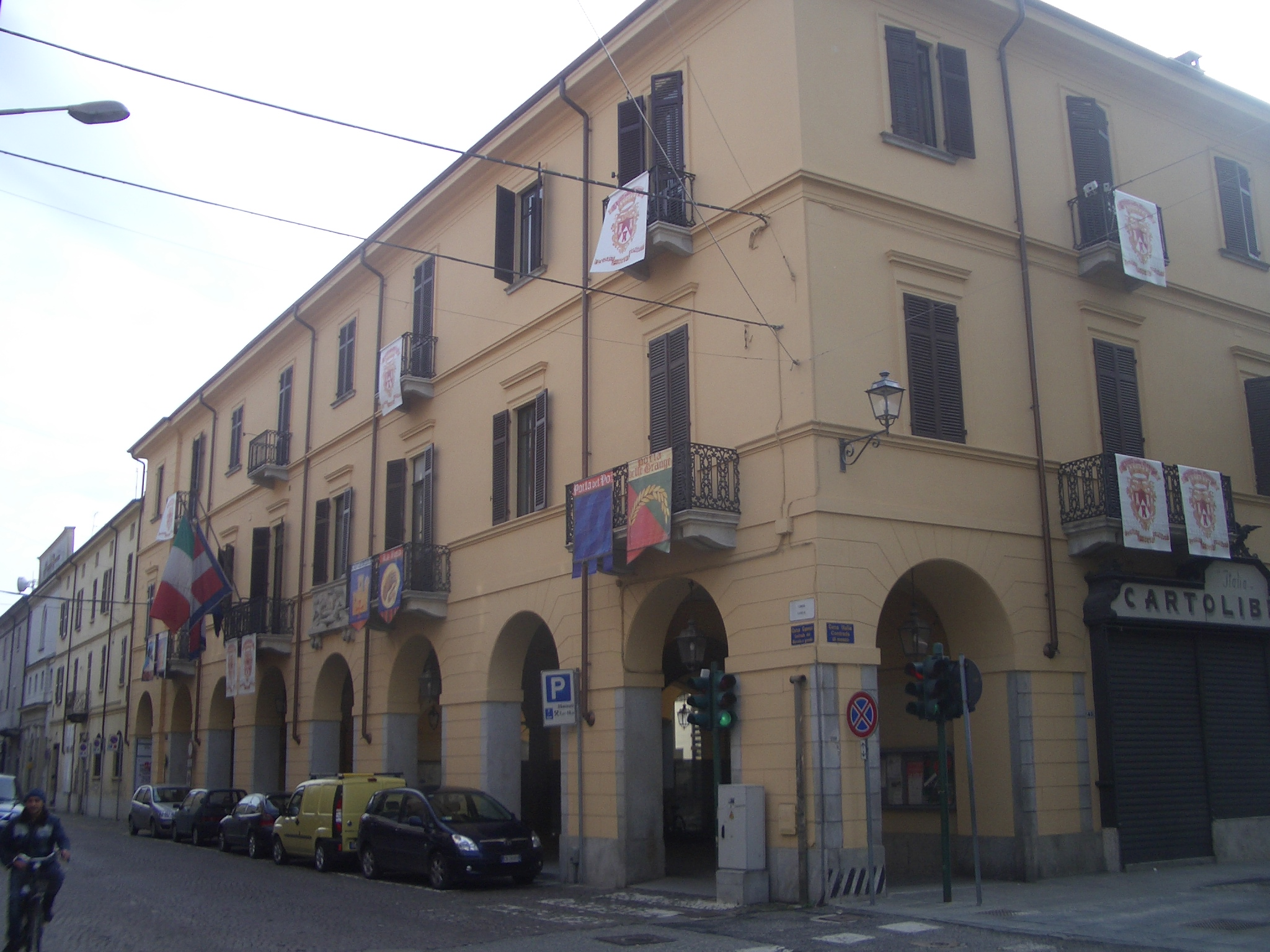
Il palazzo municipale
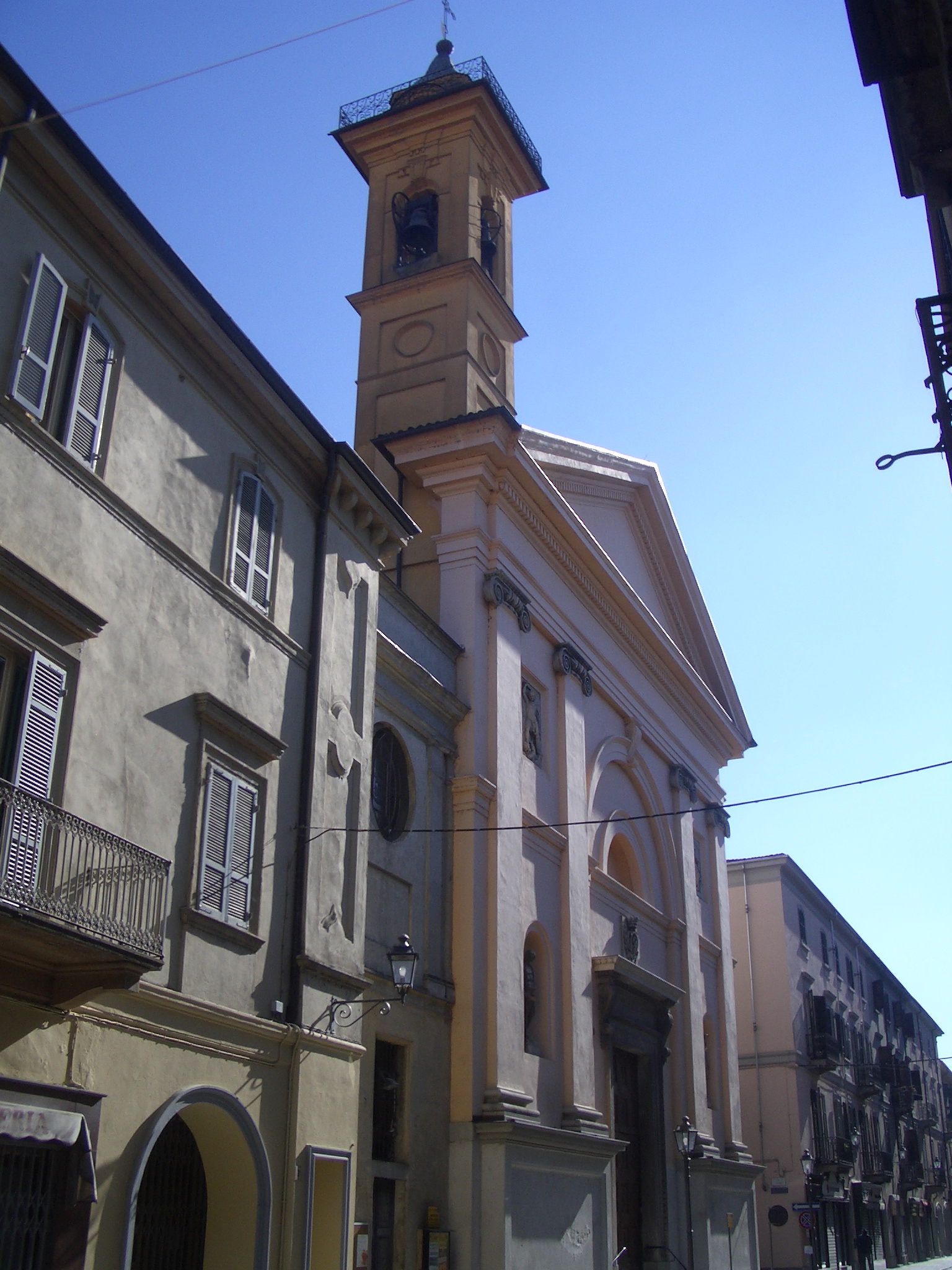
La chiesa parrocchiale di San Bartolomeo
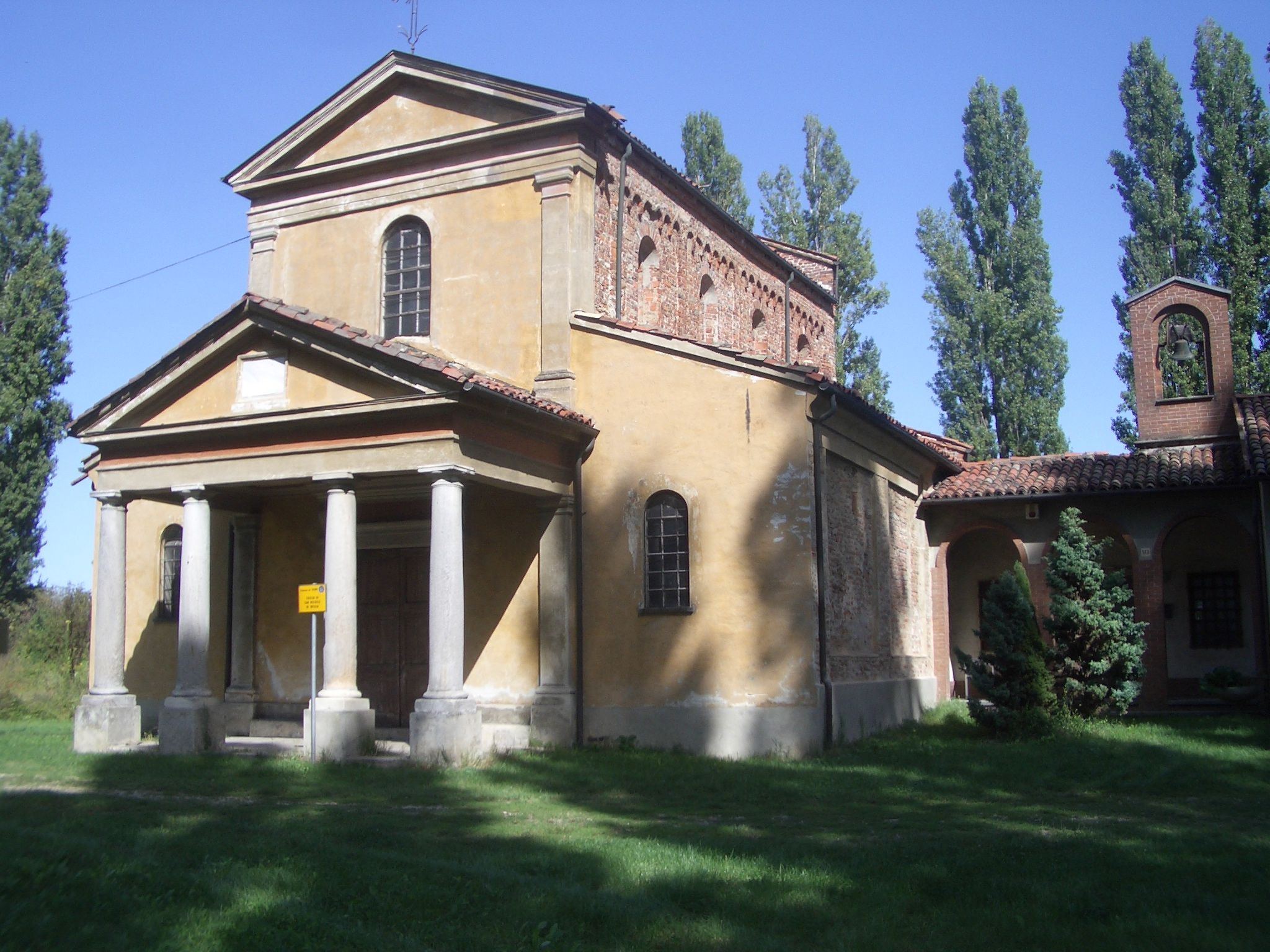
La chiesa di San Michele in insula

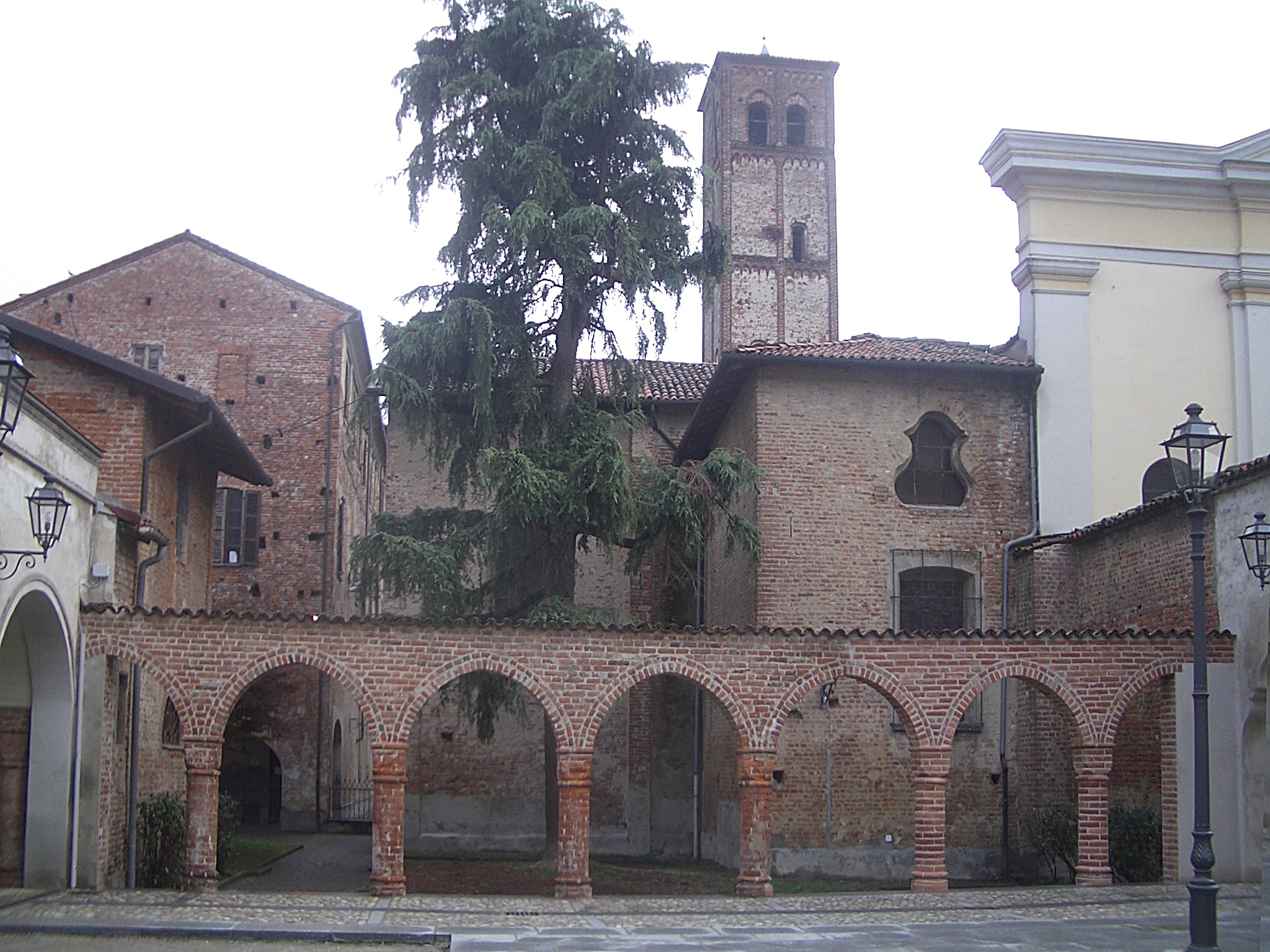
Il chiostro del convento di San Domenico
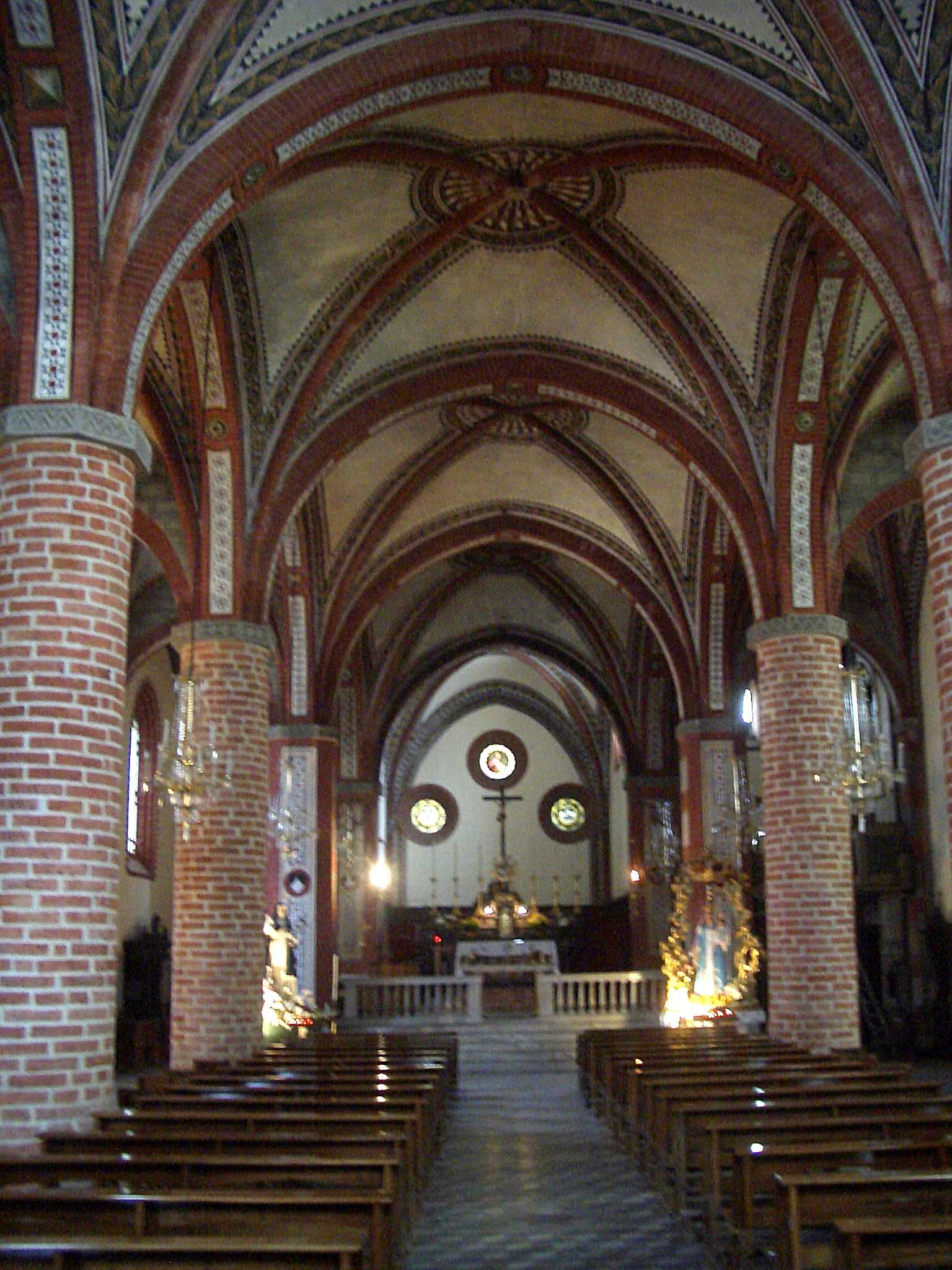
L'interno della chiesa di San Domenico
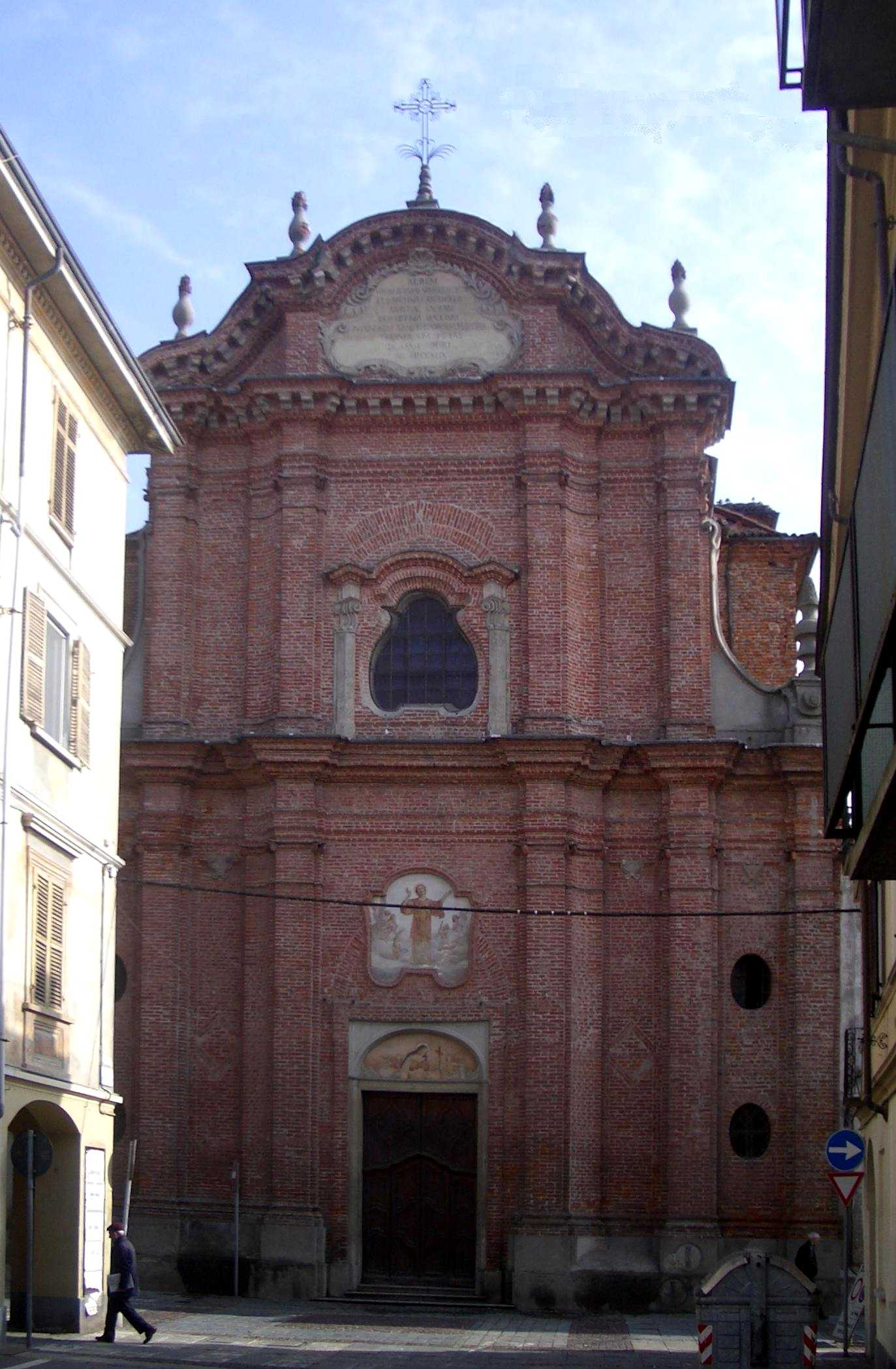
La chiesa di San Lorenzo
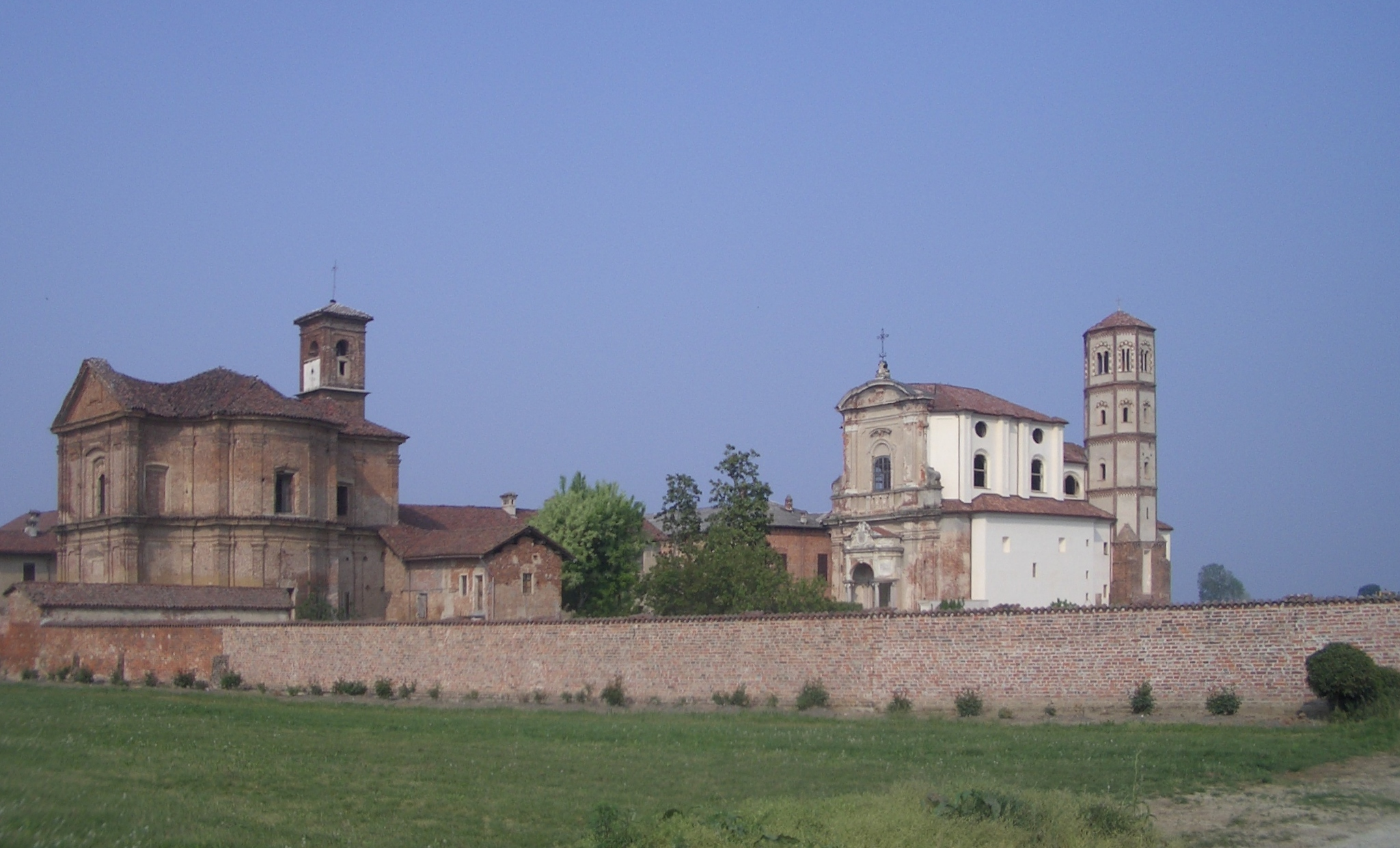
L'abbazia di Lucedio